# Robert Hofmann (Politiker, 1896)
Robert Karl Hofmann (* 13. Februar 1896 in Kusel; † 16. Januar 1969 in Landau in der Pfalz) war ein deutscher Ingenieur und Politiker (NSDAP).

## Leben
Als Sohn eines späteren Oberbahnmeisters geboren, studierte Hofmann nach dem Besuch der Oberrealschule in Ludwigshafen am Rhein Maschinenbau und Statik an der TH Karlsruhe und an der TH Aachen. Während seines Studiums wurde er 1922 Mitglied der Burschenschaft Germania Karlsruhe. In Aachen wurde er summa cum laude zum Dipl.-Ing. ernannt. Nach dem Ende seiner Schullaufbahn war er von 1912 bis 1914 als technischer Lehrpraktikant bei der Internationalen Baumischinenfabrik AG in Neustadt an der Haardt tätig. Am Ersten Weltkrieg nahm er ab 1914 teil, zuletzt als Major der Reserve im 1. Bayerischen Pionierbataillon.
Von 1922 bis 1923 war er als Konstrukteur bei der Firma Gebr. Pfeiffer, Barbarossawerke AG in Kaiserslautern angestellt und dann bis 1924 bei der Maschinenfabrik A. Langhammer in Gersweiler. 1924 wurde er in Heilbronn Konstrukteur bei der Maschinenfabrik und Eisengießerei Julius Wolff & Co. GmbH. Von 1924 bis 1927 war er Assistent am Lehrstuhl für Lasthebemaschinen und Baukunde (TH Aachen). Danach ging er bis 1933 als Berechnungsingenieur und Montageleiter der Firma Karl Still nach Recklinghausen. Von 1927 bis 1930 gehörte er dem Stahlhelm, Bund der Frontsoldaten an. Zum 1. Oktober 1930 trat er in die NSDAP ein (Mitgliedsnummer 335.380) und wurde ab 1933 zunächst Beigeordneter und später Stadtbaurat sowie Erster Beigeordneter der Stadt Herten. 1934 nahm er am Reichsparteitag teil, 1936 am Tag der Alten Garde in Berlin. 1935 wurde er SA-Obersturmbannführer der SA-Standarte 15. Er wurde Kriegsamtsleiter für Kommunalpolitik in Recklinghausen. Nachdem er 1935 bei der SA-Führer Überprüfung in Bremen war, ging er 1936 zur Gauschule Porta und 1937 zur Reichsschulungsburg Erwitte. Am Zweiten Weltkrieg nahm er von 1939 an teil, mit Einsätzen in Frankreich und Russland, zuletzt als Major der Reserve der Pioniere. Ende März 1943 wurde er Oberbürgermeister von Bottrop, was er bis Ende März 1945 blieb als er die Amtsgeschäfte seinem Nachfolger übergab. Er geriet in Kriegsgefangenschaft im Lager Stukenbrock bei Bielefeld und kehrte 1947 nach Bottrop zurück. Er wurde mit Stufe 3 entnazifiziert. Bis zu seiner Pensionierung 1956 war er als Statiker bei Architekten tätig und zog dann nach Landau in der Pfalz, wo er 1969 starb.

## Ehrungen
- Erster Weltkrieg
  - Eisernes Kreuz II. Klasse
  - Bayerischer Militärverdienstorden mit Schwertern
  - Frontkämpferkreuz
- Zweiter Weltkrieg
  - Kriegsverdienstkreuz mit Schwertern II. und I. Klasse